# Черепна кухина
Главният мозък е разположен в черепната кутия и подобно на гръбначния мозък, той притежава мозъчни обвивки и няколко кутии, изпълнени с течност-ликвор. Те изпълняват функцията на своеобразна „водна възглавница“, която омекотява ударите при травматични въздействия.